# Pazo de Meirás

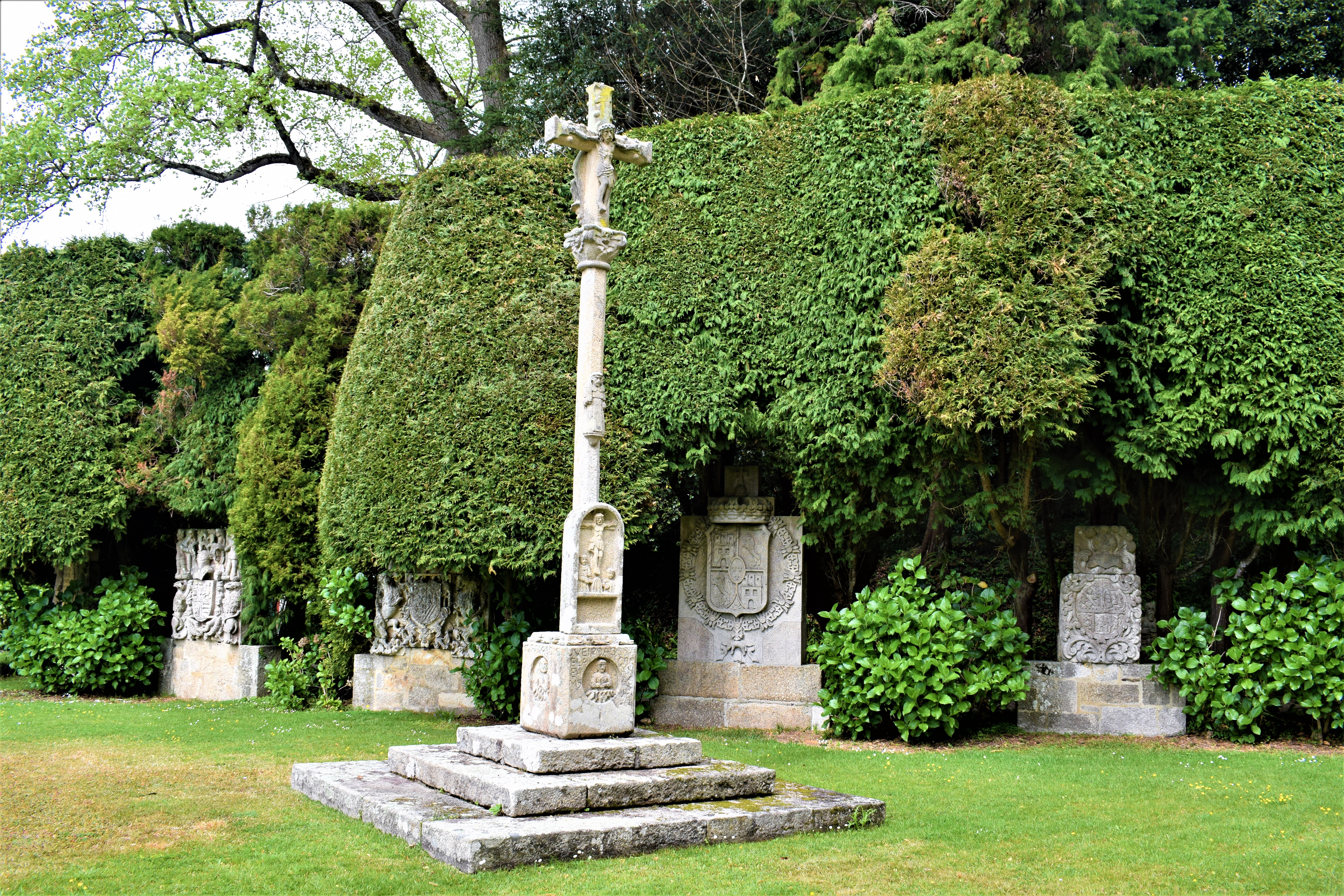
Jardines del Pazo de Meirás.

El Pazo de Meirás, también conocido como las Torres de Meirás, es un pazo señorial situado en el término municipal español de Sada, en la provincia de La Coruña. Lo mandó construir la escritora Emilia Pardo Bazán, quien residía allí durante varios meses al año. En 2008 fue declarado bien de interés cultural. Al finalizar la Guerra Civil, fue detraído y utilizado como residencia estival por Francisco Franco hasta su muerte, y posteriormente y de manera irregular pasó a formar parte del patrimonio de los herederos de su hija Carmen Franco y Polo, i duquesa de Franco, hasta que la controversia sobre la tenencia del pazo llevó a la familia a ponerlo en venta en 2018, sin que llegara a comprarse.
El 2 de septiembre de 2020, el Juzgado de Primera Instancia número 1 de La Coruña sentenció que el pazo era propiedad del Estado, declarando nula y sin efecto la «donación personal» a Franco y a su familia del pazo. Dos meses después se cumplió la sentencia, y desde el 10 de diciembre de 2020 dejó de ser propiedad de la familia Franco y pasó a ser patrimonio del Estado.

## Descripción
Las Torres de Meirás se sitúan próximas al centro de una gran propiedad, en la zona elevada de una ladera que domina un amplio valle. La finca está rodeada por un fuerte muro de piedra que, en el momento en que se construyó, no incluía tres parcelas que fueron añadidas posteriormente a la propiedad, entre las que se encuentra la de la Casa de las Conchas.
El edificio principal es de estilo romántico e imita la arquitectura de los castillos medievales. Cuenta con tres torres cuadradas y almenadas de alturas distintas, unidas por estructuras más bajas: la que une las dos torres de la fachada oeste acoge la capilla, y la que está entre las torres de la fachada sur, donde está la portada principal de acceso, aloja el vestíbulo. Las torres de poniente tienen tres alturas y la de la Quimera, cuatro. Su cerramiento está realizado en granito, aunque existe una gran variedad en los tipos de aparejo, reservándose las mejores piezas de cantería para las esquinas, los vanos, remates y piezas singulares.
Destacan las elegantes ventanas de una de las torres, formadas por una triple arcada apoyada en columnas y balaustrada corrida del segundo piso, y los huecos en esquina de la siguiente planta bajo dinteles de cantería rematados en arco labrado en la misma pieza y apoyados sobre tres esbeltas columnas con capiteles. El balcón cubierto de la Torre de la Quimera es otro de los elementos singulares de esta fachada. Está soportado por tres poderosas ménsulas o modillones, con balaustrada de remate macizo sobre pequeñas columnas, en las que apoya la doble arcada que soporta la cubierta y en la que no faltan los elementos decorativos de épocas anteriores.
En la fachada norte se encuentran unas dependencias que podrían haber sido añadidas en algún momento para ampliar las torres y dotarlas de un área destinada a la servidumbre.
En la capilla hay un retablo barroco dedicado a San Francisco y que fue trasladado desde el pazo de Santa María de Sada, al sufrir éste un incendio. El pazo alberga interesantes piezas arqueológicas, blasones, escudos, fuentes y cruceros, acumulados fundamentalmente por el general Franco durante su estancia estival allí.

### Datos catastrales
Según consta en la Sede Electrónica del Catastro, el Pazo de Meirás se levanta sobre una finca de 93.711 m² de superficie, la naturaleza del bien es rústica y su superficie construida de 2115 m². Su localización catastral es LG PIÑEIRO 33 15076A00600005 15168 SADA (A CORUÑA) y tiene referencia catastral 001800100NJ50B0001HR.

## Historia

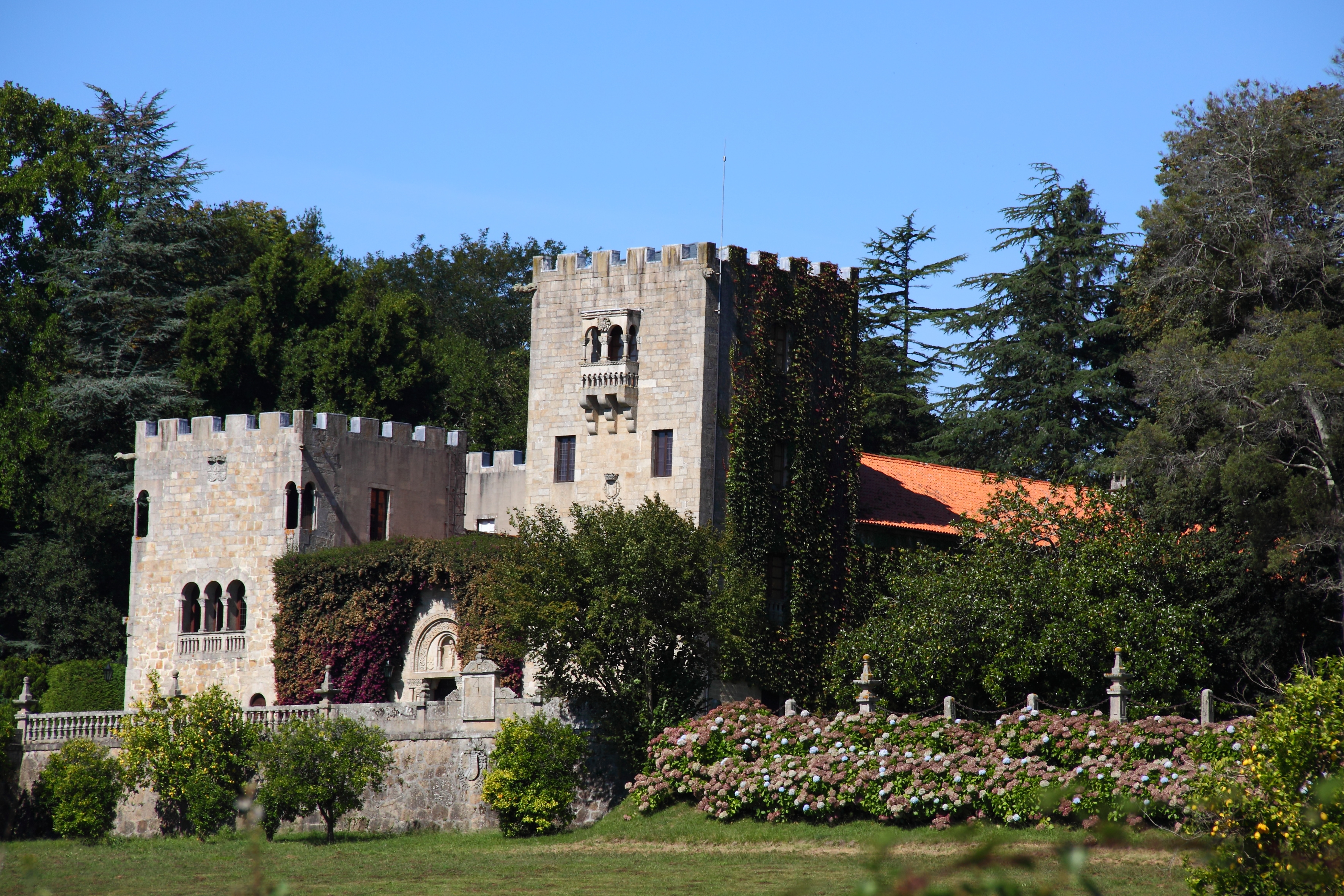
Vista de la Torre de la Quimera y de otra de las tres torres. Entre ellas, el acceso principal al edificio. A la derecha, se aprecia el tejado de las dependencias destinadas al servicio.

A pesar de su aspecto medieval la actual edificación es de finales del siglo XIX —la primera piedra se colocó en 1893— y está edificada sobre las ruinas de una antigua fortificación, perteneciente a los Patiño de Bergondo desde el siglo XVI. Mediante enlaces la propiedad fue pasando a los Pardo de Lama, y a los Pardo Bazán.La edificación primigenia fue destruida por las tropas francesas en el año 1809 durante la guerra de la Independencia, y fue reconstruida por Miguel Pardo Bazán como casa nobiliaria de la familia Pardo Bazán. Era un edificio modesto, despojado de los escudos nobiliarios, al que llamaban La Granja por ser orientado completamente a la producción agropecuaria, dado que su dueño, influenciado por ideas liberales sobre la modernización agraria, tenía por objetivo mejorar los medios de producción para la explotación de los recursos naturales. Su hijo, José Pardo Bazán, continuó la labor de su padre en el desarrollo agrícola y la implementación de innovaciones en la gestión, con un interés especial en la silvicultura.

### Pazo de Emilia Pardo Bazán

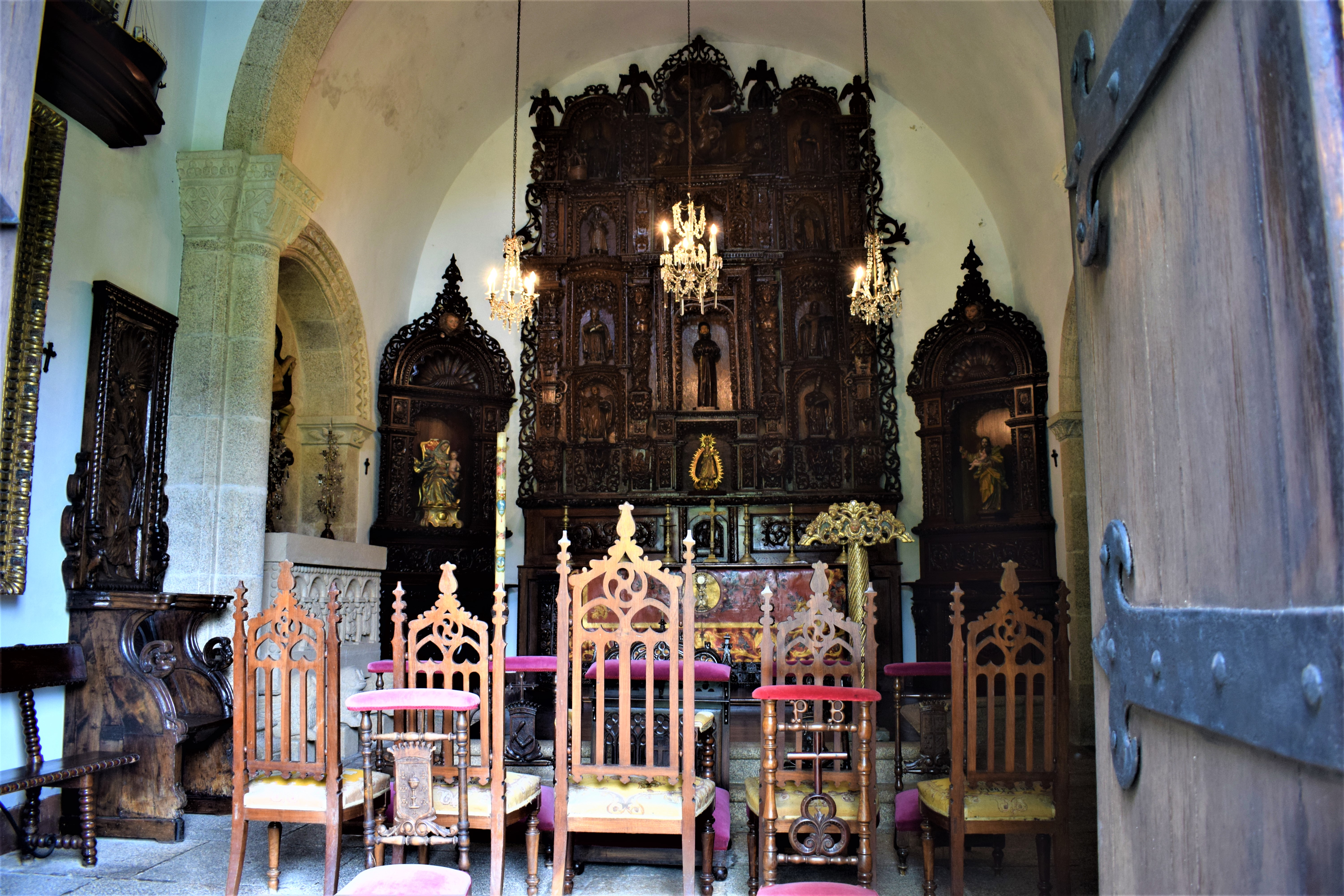
Capilla del Pazo de Meirás, donde se casó Emila Pardo Bazán con José Antonio de Quiroga y Pérez de Deza.

Emilia Pardo Bazán se casó en la capilla del pazo —al que llamaba «Granja de Meirás»— el 10 de julio de 1868. Tras la muerte de su padre, Emilia Pardo Bazán heredó la propiedad y emprendió entre 1893-1900 la construcción de la actual edificación que era conocida como las Torres de Meirás, como forma de dignificar su posición social y su linaje aristocrático. Dejó La Granja como una edificación secundaria y, una vez remodelado el edificio principal, pasaba allí más de cuatro meses al año (el resto en Madrid y La Coruña). Trabajaba en la torre que llamó «de la quimera», donde tenía instalada su biblioteca, que permaneció allí tras la cesión del edificio a la familia Franco.

#### Guerra Civil
Tras la muerte de Emilia, en 1921, y el asesinato en 1936 de su hijo Jaime y del nieto de la condesa, también llamado Jaime, por milicianos de la FAI, la propiedad queda en manos de su hija Blanca Quiroga de Pardo Bazán y de Manuela Esteban-Collantes, viuda de Jaime. Las dos deciden donar el pazo a la Compañía de Jesús con una serie de condiciones que no son aceptadas por estos.

### «Junta pro Pazo del Caudillo»
Por otra parte, el 3 de marzo de 1938 se constituye la denominada ‘Junta pro Pazo del Caudillo’, integrada por el gobernador civil y varios alcaldes de La Coruña, entre otras autoridades, con el fin de adquirir un inmueble representativo en la provincia para ponerlo a disposición de Franco para su utilización como residencia veraniega. La compra se realizó el 3 de agosto de 1938 por la “Junta pro Pazo del Caudillo” por 406 346 pesetas a Manuela Esteban-Collantes, viuda de Jaime Quiroga de Pardo Bazán. Una vez cerrada la venta, no se permitió la entrada a la hija y heredera de Emilia Pardo Bazán, que en vano intentó recuperar sus pertenencias. La operación de compra incluyó por tanto todo el mobiliario y el legado de la escritora, así como unas 3 hectáreas de terreno.
Con posterioridad, se constituyó una comisión con el fin de acondicionar el pazo y recaudar el dinero necesario para ello por medio de donativos en parte forzosos. A funcionarios y trabajadores de empresas privadas se les restó parte de su salario para comprar el Pazo, y se obligó a los ayuntamientos de La Coruña a aportar como mínimo el 5 % de la recaudación del impuesto de la contribución. La Junta Pro Pazo encomendó por carta a los alcaldes que constituyeran comisiones para «visitar personalmente a sus convecinos para que nadie pueda mañana considerarse postergado si su deseo es contribuir con su grano de arena para el Pazo del Caudillo».
La torre y los principales motivos ornamentales del pazo de Bendaña en Dodro fueron trasladados al Pazo de Meirás. A las propiedades iniciales que correspondían al Pazo, se le añadieron algunas cercanas gracias a un proceso de expropiación forzosa de los terrenos colindantes, llevando así la superficie del edificio y de las tierras que lo rodean a 6,6 ha. La Diputación de La Coruña también expropió fincas para la «mejora y ornamentación» de la carretera que va de la capital de la provincia al pazo.

### sigloXXI
El Pazo de Meirás fue declarado bien de interés cultural (BIC) en el año 2008, a pesar de la oposición de los herederos de la familia Franco. La categoría de BIC incluye el compromiso de los propietarios a tener que abrir al público el inmueble, al menos, tal y como dicta la ley, 4 días al mes. La familia del fallecido dictador se opuso en numerosas ocasiones a cumplir con los mínimos días de apertura al público, pero la justicia rechazó sus argumentos. En el año 2010, el Tribunal Supremo confirmó la clasificación de BIC otorgada por la Junta de Galicia al Pazo de Meirás. El 25 de marzo de 2011 las puertas del pazo de Meirás se abrieron por primera vez a los visitantes.
Hasta la entrega al Patrimonio Nacional, las visitas se realizaban todos los viernes (desde diciembre de 2020, el pazo está cerrado al público a la espera de su reapertura y resignificación), con cuatro turnos al día. No obstante en el mes de agosto, los días de visita se veían alterados por las vacaciones de los descendientes de Francisco Franco. No se pudieron realizar visitas en los meses de agosto de 2014 y 2015, por lo que la Junta de Galicia abrió en 2016 un expediente a la familia Franco, a fin de averiguar si incumplen la ley que rige los monumentos declarados BIC. A principios de septiembre de 2017, la Junta multó a la familia Franco por incumplir el régimen de visitas al pazo.
En 2017, aumentaron las peticiones populares e institucionales para la reversión del pazo al patrimonio público. En septiembre, el presidente de la Junta de Galicia anunció la creación de una comisión para estudiar si hubo "vicios ocultos" en la donación del inmueble, lo que permitiría dejarla sin efecto. El pergamino oficial de entrega del pazo de Meirás a Francisco Franco como jefe del Estado es la base argumental de la comisión: se descubrió en octubre de 2007 que había desaparecido del archivo provincial.
En 2018, tras la muerte de Carmen Franco, hija del general Franco, sus herederos decidieron poner el pazo a la venta.

### Demanda judicial
En julio de 2019 la Abogacía General del Estado presentó una demanda para que la familia Franco devolviera el pazo de Meirás por «fraude» en la compra. La reclamación incluía un documento, hasta entonces desaparecido, en el que consta que el pazo fue comprado en 1938 por la Junta pro-Pazo a las herederas de Emilia Pardo Bazán, lo que demostraba que el contrato de compraventa formalizado en 1941 a favor de Franco, y que le sirvió para inscribir la propiedad a su nombre en el Registro de Betanzos, sería «fraudulento».
El 12 de septiembre de 2019, en un auto dictado por la jueza Marta Canales Gantes, esta acordó aceptar las solicitudes de la Junta de Galicia y el Ayuntamiento de Sada para intervenir en el proceso iniciado por el Estado. La magistrada consideraba que las dos administraciones tenían un interés directo y legítimo en la causa y estimó los argumentos que presentaron en sus solicitudes. El primero, no solo se pretendía la recuperación del patrimonio, sino darle un uso público. Respecto al segundo, la jueza señaló que el Parlamento de Galicia fue quien inició las acciones para recuperar el bien, que ha había sido declarado en 2008 por la comunidad autónoma bien de interés cultural, con la categoría de sitio histórico y además, indicando que el ejecutivo autonómico ostentaba las competencias respecto a la protección del patrimonio. Ambas administraciones se adhirieron con este auto al procedimiento judicial, pero no de forma autónoma, pues su legitimación para intervenir estuvo subordinada a la parte demandante, el Estado.
El 2 de septiembre de 2020, el Juzgado de Primera Instancia número 1 de La Coruña declaró en su sentencia la «nulidad de la donación efectuada en 1938 al autoproclamado jefe del Estado». La sentencia concluyó que la compraventa realizada el 24 de mayo de 1941 fue una «simulación», lo que determinó la nulidad de la misma obligando a la familia Franco a devolver al Estado el pazo. La familia Franco tenía intención de vaciar el inmueble, en el que se encuentran objetos de gran valor como: estatuas del Pórtico de la Gloria o la biblioteca personal de Emilia Parda Bazán, sin embargo, la jueza denegó esa posibilidad y nombró al Estado depositario hasta que la sentencia fuera firme. Asimismo, también decidió la elaboración de un inventario de los bienes, con el objeto de discernir cuáles eran de titularidad pública, y la entrega de las llaves el 10 de diciembre de 2020. Así, desde el 10 de diciembre de 2020, el pazo dejó de ser propiedad de la familia Franco para pasar a ser patrimonio del Estado.
Tras recurrir la familia Franco la sentencia ante la Audiencia Provincial de La Coruña, esta ratificó el 12 de febrero de 2021 que el pazo de Meirás y sus fincas eran propiedad del Estado y que los Franco debían desalojar la propiedad, pero a diferencia del Juzgado de Primera Instancia, la Audiencia reconoció a la familia el derecho a ser indemnizada. En concreto, la sentencia hace referencia a los gastos de rehabilitación y mantenimiento del inmueble, que sufrió un devastador incendio en 1978, como también a las múltiples reparaciones y mejoras que los Franco habían llevado a cabo a lo largo de cuatro décadas, sin los cuales el estado actual de la propiedad sería «ruinoso». La sentencia también reconoce que no hubo mala fe por parte de la familia Franco, quien durante todo este tiempo ocupó la propiedad de manera pacífica, reconociendo su desconocimiento de la invalidez del título de propiedad que había heredado del exmandatario. La cantidad que deberá abonar el Estado a la familia se definiría en la fase de ejecución de la sentencia.
Tras aquella primera sentencia, la familia Franco intentó quedarse con todo lo que se encontraba en el interior y parte de los jardines de la propiedad. Se trata de una lista de 564 elementos que incluyen muebles, cuadros, libros, tapices, esculturas y objetos de todo tipo, muchos de los cuales ya se encontraban en Meirás cuando allí vivía Emilia Pardo Bazán. El 7 de noviembre de 2024, un juzgado de Madrid estimó por completo la demanda interpuesta por la Administración General del Estado, Patrimonio Nacional, la Xunta de Galicia y el Ayuntamiento de Sada, en una sentencia que otorga al erario público la totalidad de los bienes reclamados al considerarlos como resultado de un expolio. La sentencia también condenó a los herederos de Franco a pagar las costas del proceso judicial.

### Acceso
El Gobierno de España abrió al público los exteriores del edificio desde el 30 de enero de 2021. El 28 de mayo de ese año se llevó a cabo el primer acto público tras la expropiación a la familia Franco del inmuble; fue la presentación del ensayo «Las insurrectas del Patronato de Protección a la Mujer» de la autora española Consuelo García del Cid Guerra.

## Señores de Meirás
|                                  | Titular                                 | Periodo                    |
| Creación por Juan Carlos I       | Creación por Juan Carlos I              | Creación por Juan Carlos I |
| -------------------------------- | --------------------------------------- | -------------------------- |
| i                                | María del Carmen Polo y Martínez-Valdés | 1975-1988                  |
| Rehabilitación por Juan Carlos I |                                         |                            |
| ii                               | Francisco Franco y Martínez-Bordiú      | 1989-2022                  |

Fue concedido por Juan Carlos I a la viuda de Francisco Franco, tras el fallecimiento de este. En 2018 el Gobierno de España anunció que estudiaría la ley para retirar el ducado de Franco, detenido entonces por Carmen Martínez-Bordiú, nieta del dictador, dado que ese título incumple el artículo 15 de la Ley de Memoria Histórica según la cual se tienen que retirar «escudos, insignias, placas y otros objetos o menciones conmemorativas de exaltación, personal o colectiva, de la sublevación militar, de la Guerra Civil y de la represión de la dictadura».
El título y su grandeza fueron suprimidos el 20 de octubre de 2022 tras la aprobación de la Ley de Memoria Democrática que suprime algunos títulos nobiliarios y grandezas de España concedidos entre 1948 y 1978.

## Jardines del Pazo de Meirás
El Pazo de Meirás es un extenso complejo de patrimonio histórico y artístico con gran importancia cultural y política en la historia reciente de España, siendo uno de los edificios más reconocibles para los españoles en la actualidad. Si bien los jardines son uno de los espacios más ampliamente ignorados de la historia del Pazo de Meirás pese a constituir la mayor parte del complejo, y su importancia para Emilia Pardo Bazán y su familia.
La escritora Emilia Pardo Bazán describió La Granja y los jardines en sus obras literarias, como en los apuntes biográficos que preceden a su novela Los pazos de Ulloa como un espacio de inspiración y creatividad de carácter privado destinado al ocio y disfrute de su familia, pero también de ostentación social:

(…) vieja granja de Meirás — el lugar donde siento más de continuo la ligera fiebre que acompaña a la creación artística- Y no es que la Granja tenga aspecto romancesco, […]. La Granja es toda rústica, ni piedra de armas tiene, porque la hizo quitar de la fachada un mi abuelo, un liberal aforrado en masón, que eran entonces el aforro más caliente del liberalismo. A la casa, baja e irregular aunque extensa, se la come la vegetación cubriéndola por todas partes. Al levantarme y abrir la ventana de mi dormitorio […] se desvanece como una gasa el follaje del árbol del amor, hibiscus para los botánicos, en trazos de un verde pálido salpicado de floricones rosa, […]. En el jardín y alrededor del pilón, las magnolias entreabren su urna de alabastro, los granados su flor de rizo coral, y las enredaderas suben por el emparrado y trepan hasta las ventanas, entre cuyas vidrieras se estrangula a veces un tallo de fucsia o un sarmiento de pasionaria. Más allá del reguero de agua, orillado de frescos berros, va a perderse en el amplio declive que forma el prado, y el vasto circuito de la tapia es una cenefa de frutales, que está llamando por los golosos con sus perales y manzanos rendidos al peso de las pomas y sus abridores y duraznos que destilan ámbar. 
La celda en que escribo no da a los jardines, sino a la era: a mi izquierda tengo el inmenso hórreo y palomar, desde el cual descendían poco a miles de palomas a beber en el estanque grande, y aún a bañarse, no sin gran susto y consternación de los rojos y plateados ciprinos que en él bogan: a la derecha, el murallón y la higuera fecunda, cuyos renuevos mordisca una pareja de chivos, tan lucios y blancos, que merecerían ser inmolados en el ara del dios Pan; enfrente la puerta por donde cruza, con melodioso repique de esquila, el ganado que va al monte; en el centro el pajar de paja trigal, inmenso montón de oro pálido, mullido, seco, que convida a hundirse en él para sestear cuando el calor abrasa.
No despide la era olor de flores, pero sí de la recién segada hierba que se marchita en el herbeiro, de las mentas, gencianas, hinojo y otras plantas silvestres que vienen enredadas entre los haces de miés, de la resina de los eucaliptus, del pan que se cuece en el horno, del humo, sí, del humo, tan grato y leve cuando lo tamiza el aire libre, y de los establos, ese olor que insufla vida nueva en los pulmones enfermizos y la ensancha en los sanos.”

La evolución histórica de la flora ornamental en los jardines y el paisaje del complejo del Pazo de Meirás se divide en cuatro etapas históricas:

### Jardines hortícolas de la casa señorial (sigloXIV- 1809)
Inicialmente, los jardines se disponían en formas geométricas, con pocas especies exóticas y una predominancia de árboles nativos. No se dispone de información detallada de este período antes del siglo XIX.

### Reconstrucción de la casa señorial y construcción de las Torres de Meirás (1809-1938)
Fue cuando se adoptó la configuración paisajística actual. Este fue un período de esplendor de los jardines y bosquetes, diseñados en un estilo ecléctico con influencias románticas y con la participación directa de la familia Pardo Bazán, combinando la introducción de flora exótica y la aclimatación de nuevas especies de árboles exóticas aptas para la silvicultura.
Originalmente, los jardines están vinculados al edificio de La Granja, denominación de la antigua pero modesta casa nobiliaria de la familia Pardo Bazán reconstruida por Miguel Pardo Bazán. Su hijo, José Pardo Bazán, fue el iniciador del bosquete y el introductor de especies arbóreas de posible aprovechamiento económico (p.ej., eucaliptos, araucarias, acacias, robinias y posiblemente el Cocotero de Chile, incluido en el Catálogo de árboles senlleiras de Galicia). Además, su esposa, Amalia de la Rúa Figueroa, (1830–1915), y su hija, Emilia Pardo Bazán, mostraron un gran interés por la jardinería, participando activamente en la estética de los jardines con plantas y flores exóticas, llegando incluso a incorporar variedades ornamentales importadas de otros países europeos (entre ellos, Francia, Bélgica, Reino Unido). No obstante, la participación de la familia Pardo Bazán no es única, la composición artística y la arquitectura de los jardines de las casas señoriales gallegas generalmente fueron encargadas a jardineros franceses, principalmente a finales del siglo XVIII y durante el siglo XIX. El núcleo de los antiguos jardines, adyacentes a la antigua casa noble o La Granja, lo constituye el “Viejo Jardín”, actualmente desaparecido, si bien se conserva un imponente y vistoso ejemplar de la flor ave del paraíso blanca o ave del paraíso del Cabo (Strelitzia alba (L.f.) Skeels). El "Viejo Jardín" es un jardín cuadrado de estilo romántico ecléctico, rodeado de árboles como magnolias y granados, con un parterre perimetral de vegetación en varios niveles y un espacio interior de césped con una fuente circular central rodeada por un seto bajo de boj (Buxus sempervirens L.). Arbustos en flor y celosías de madera sostenidas por plantas trepadoras (como la flor de la pasión y la fucsia) delimitan el espacio exterior entre los árboles, hacia diseños interiores rectilíneos y formales con parterres de flores muy densos delimitados por setos bajos de boj, posiblemente con margaritas comunes (Leucanthemum vulgare Lam.) en su interior. Las entradas están flanqueadas por elegantes y altas yucas (Yucca elephantipes Baker in Regel). La familia Pardo Bazán ampliaría la zona ajardinada a los accesos principales al “Viejo Jardín”, como es el caso del Paseo de las Camelias o el Paseo de los Magnolios que todavía se conservan.

#### Construcción de las Torres de Meirás
Muchos aspectos de los antiguos jardines fueron diseñados siguiendo un estilo artístico ecléctico con un fuerte carácter romántico marcado por Emilia Pardo Bazán. En el entorno de las Torres de Meirás la condesa crearía nuevos espacios ajardinados como la rosaleda próxima a la Torre de Levante o la decoración de la fachada principal mediante buganvillas (Bougainvillea glabra Choisy), planta arbustiva trepadora ampliamente utilizada como ornamental en fachadas debido a que se apoya mediante sus espinas sin penetrar en los muros (lo que evita que afecte a la integridad estructural de estos) y su intensa floración y fuerte intensidad de color magenta, y que se ha conservado. Los jardines alcanzaron su mayor esplendor con la familia Pardo Bazán y Emilia Pardo Bazán, De hecho, la diversidad floral histórica de los jardines, con un total de 154 taxones documentados a lo largo de su historia, es una de las más altas entre las casas señoriales gallegas. Además, la escritora publicitó ampliamente la suntuosa mansión de las Torres de Meirás, alcanzando gran fama a nivel nacional.
La disposición espacial de los jardines, así como de las principales edificaciones, como La Granja o las Torres de Meirás, no es arbitraria, sino que se disponen en una orientación determinada en dirección sursudeste para aprovechar al máximo las horas de luz solar a lo largo del año, esto redunda en una mayor eficiencia térmica en las edificaciones y un mayor rendimiento de los cultivos y frutales, así como es especialmente importante en la aclimatación de especies de flora ornamental y frutales exóticos que se incorporaban a los jardines. Las edificaciones se disponen en las zonas menos productivas, en zonas de pendiente y en zonas estratégicas para la gestión agropecuaria de la propiedad, con un bosquete en las zonas de mayor pendiente aprovechada para la silvicultura en origen, y en las zonas más planas reservadas para el cultivo, y actualmente transformadas en amplias praderas de césped. Los jardines de La Granja se disponen en una pendiente como tres niveles de terrazas, estas zonas aplanadas separadas por un desnivel vertical, consiguen minimizar la erosión del suelo y su aumento en profundidad lo que implica un mayor rendimiento de los cultivos y un mejor aprovechamiento de terrenos en pendiente. La parte superior de los jardines tiene un estanque que sirve como reservorio para regar los jardines, y que albergó peces exóticos de gran colorido que proporcionaban un mayor disfrute visual. Además, incluso comentaban los trabajadores, en ocasiones, la propia Emilia Pardo Bazán, se bañaba desnuda en el estanque.

### Residencia del general Franco (1938-1975)
El contexto de la Guerra civil española (1936-1939) supuso un cambio drástico, la propiedad se convirtió en la residencia oficial del Jefe del Estado español, gestionado por la Casa Civil del Jefe del Estado como residencia de verano de Francisco Franco: durante este período, los jardines adoptaron un estilo más sobrio, más cercano a la estructura de los parques públicos.
Las Torres de Meirás pasaron a denominarse Pazo (Palacio) de Meirás para dignificar el complejo palaciego acorde a la residencia de un jefe de Estado, la propiedad fue aumentada hasta las actuales 10 ha de superficie, su perímetro exterior amurallado con almenas y garitas, así como las edificaciones anexas incorporadas serían modificadas como torreones con un estilo falso medieval.. El diseño de los jardines pierde la impronta de la familia Pardo Bazán y su carácter privado para transformarse en el espacio escénico impersonal y formal de la residencia del jefe de Estado español, el cromatismo, las formas y la voluptuosidad romántica de la flora ornamental se amoldará a nuevos patrones geométricos rígidos, el “Viejo Jardín” y la rosaleda de Emilia Pardo Bazán, se perderán en este período. Los jardines de La Granja seguirán siendo la principal zona ornamental, creándose un jardín nuevo en la terraza intermedia con una fuente central y parterres cuadrangulares con gardenias y rosas en su interior, nuevos elementos decorativos en piedra cerrarán el fondo del jardín y unas escaleras descendentes permitirán el acceso desde el espacio que ocupaba el “Viejo Jardín”. Probablemente en este período, el acceso superior a los jardines de La Granja es ornamentado con un gran túnel de bambú (Phyllostachys aurea Riviere & C. Riviere) que todavía se conserva. El acceso principal mediante la entrada superior será también ajardinada mediante un víal de aproximadamente 1 km de longitud flanqueado por árboles ornamentales de gran porte. Además, el Paseo de magnolios se continuará con una pérgola de vides entre la década de 1960 y 1970. El bosque de árboles exóticos con senderos ondulantes en torno al Pazo de Meirás mantendrán su diseño en este período.

### Propiedad privada de la familia Franco y restitución al Estado español (1975-2020)
Este período está marcado por el incendio de la residencia principal (1978), quedando el complejo casi abandonado durante décadas, caracterizado por un deterioro de los jardines y bosquetes, una flora ornamental creciendo de forma silvestre y un estado de conservación general deficiente.
Tras la muerte del general Franco en 1975, la propiedad se convirtió en propiedad privada de la familia Franco, si bien un incendio en 1978 del Pazo de Meirás conllevaría su abandono durante décadas, perdiéndose por completo los jardines de La Granja y proliferando la expansión de la flora de carácter invasor en gran parte de la propiedad y zonas aledañas (p.ej., Acacia melanoxylon R. Br. (tree), Cercis siliquastrum L. (tree), Hedychium gardnerianum Sheppard ex Ker Gawl. (herb), Ipomoea indica (Burm.) Merr. (herb), Robinia pseudoacacia L. (tree), Tradeschantia fluminensis Vell. (herb)., o incluso el hongo Clathrus archeri (Berk.) Dring). Actualmente, tan solo la flora de porte arbóreo que constituye el eje axial de los jardines se ha podido conservar en gran parte, sin embargo, la flora herbácea se ha perdido completamente debido a que necesita un mantenimiento constante. La vegetación herbácea es la que aporta un mayor disfrute de los sentidos, como el disfrute visual – cromático y de las formas geométricas de las floraciones – o el olfativo a través de los aromas, y por tanto, permite la creación de ambientes sensoriales particulares.
El valor histórico-cultural intrínseco de la propiedad llevó a su devolución al Estado español en 2020. Desde entonces, los jardines podrían constituir un importante recurso cultural vinculado a la figura de Emilia Pardo Bazán, (especialmente si se restauran los espacios ajardinados según la profusa descripción y la documentación gráfica contemporánea disponible), y a los cambios sociopolíticos que ocurrieron en España durante el siglo XX, así como recuperar su función como parque de ocio y disfrute para el pueblo de Sada y los visitantes, acogiendo eventos sociales y pudiendo nuclear el desarrollo socioeconómico local mediante el potencial atractivo turístico del complejo del Pazo de Meirás.